# Skyggen
Skyggen é um filme de comédia cyberpunk produzido na Dinamarca, dirigido por Thomas Borch Nielsen e lançado em 1998.